# Artedidraconinae
Die Artedidraconinae sind eine Unterfamilie der Antarktisfische (Notothenioidei). Sie leben auf dem Grund des Südpolarmeers.

## Merkmale
Die Fische sind langgestreckte, den Groppen ähnelnde Bodenbewohner und werden vier bis 34 Zentimeter lang. Ihr Körper ist schuppenlos. Sie haben zwei deutlich getrennte Rückenflossen, die erste ist kurz und wird von einem bis sieben flexiblen Flossenstacheln gestützt. Das Maul ist vorstülpbar (protraktil). Am Unterkiefer haben sie eine Kinnbartel. Die Kiemenmembranen sind am Kiemenisthmus weitflächig zusammengewachsen. Die Arten der Artedidraconidae haben 33 bis 41 Wirbel, vier oder fünf Hypuralia (Knochen des Schwanzskelettes), einen abgeflachten Höcker auf dem Kiemendeckel und fünf Branchiostegalstrahlen.

## Systematik
Die Artedidraconinae wurden 1967 durch den sowjetischen Ichthyologen Anatole Petrovich Andriashev als Unterfamilie der Harpagiferidae eingeführt und zu Ehren des schwedischen Naturforschers Peter Artedi benannt. Nelson führte die Artedidraconidae in der vierten und fünften Auflage seines Standardwerks zur Fischsystematik als eine eigenständige Familie. Wegen der großen Ähnlichkeit beider Taxa und wegen ihres unzweifelhaften Schwestergruppenverhältnisses wurden die Artedidraconidae  im November 2022 wieder in den Rang einer Unterfamilie der Harpagiferidae gestellt.

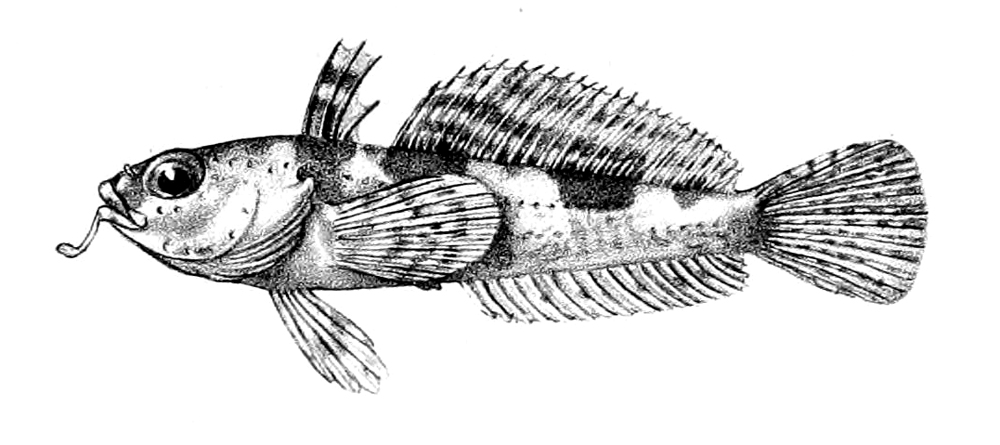
Artedidraco orianae

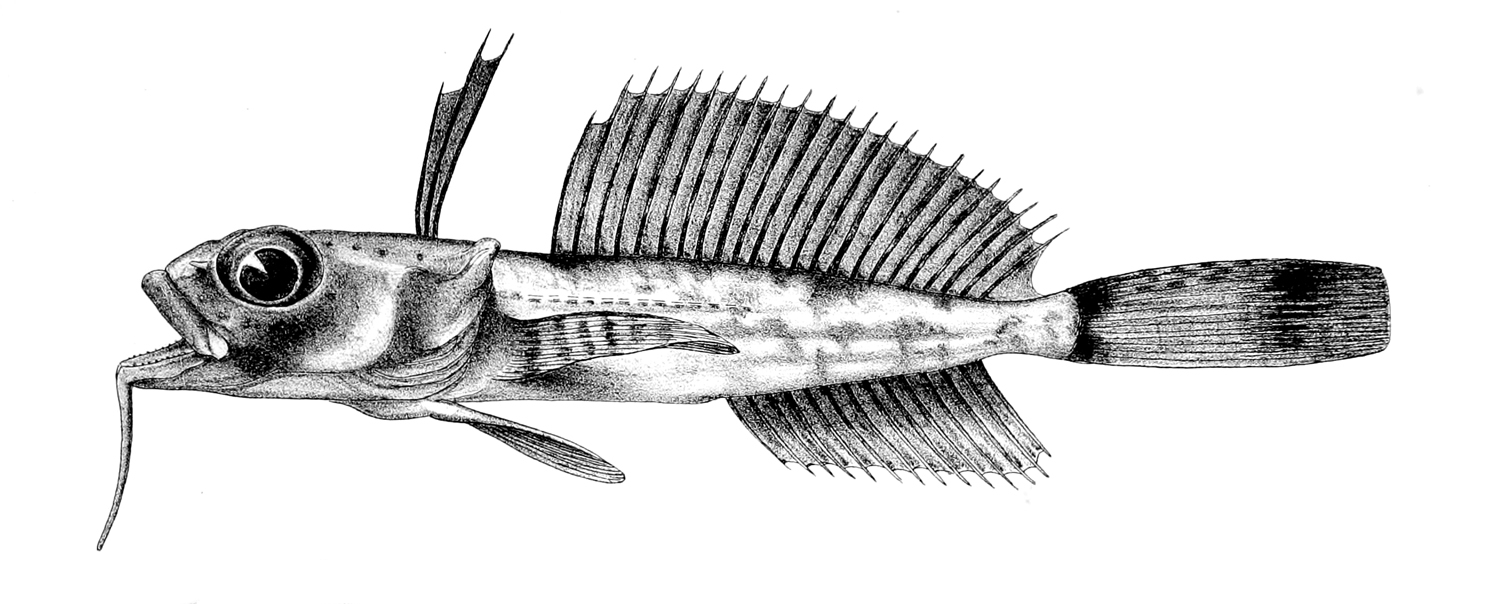
Dolloidraco longedorsalis

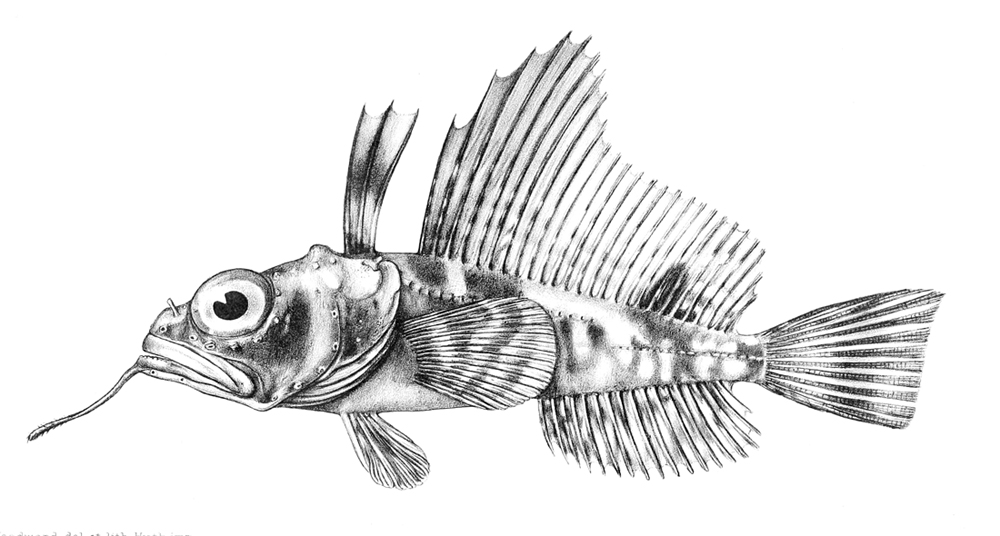
Histiodraco velifer

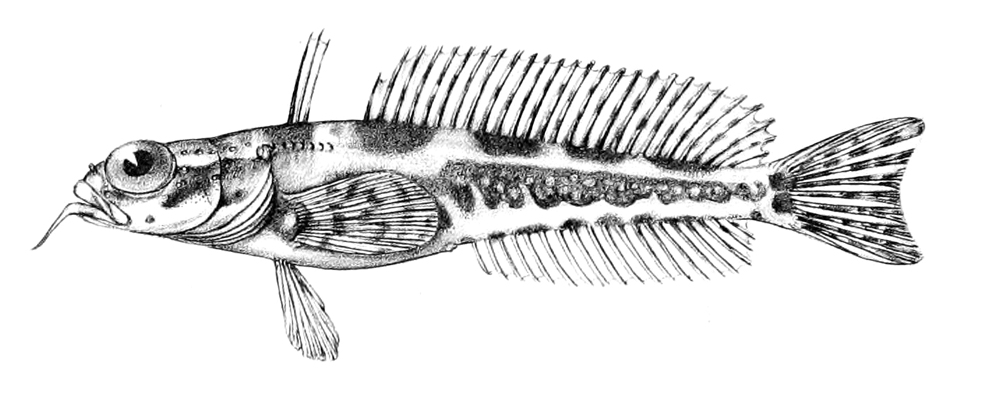
Neodraco loennbergi

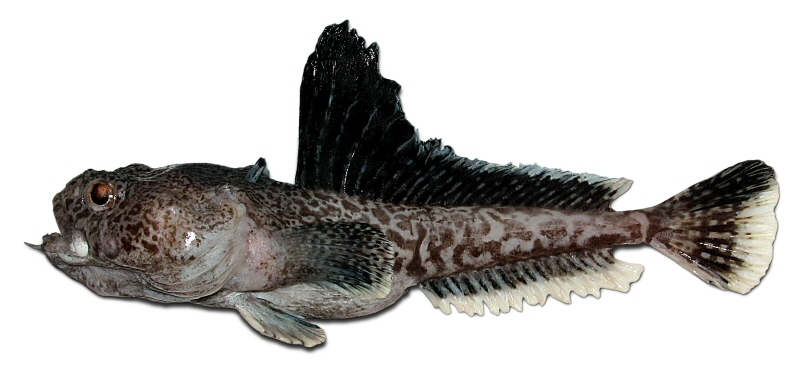
Pogonophryne barsukovi, Männchen

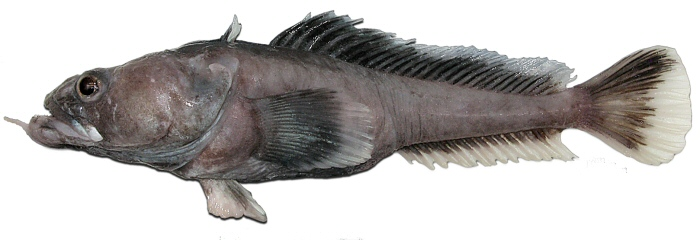
Pogonophryne immaculata, Weibchen

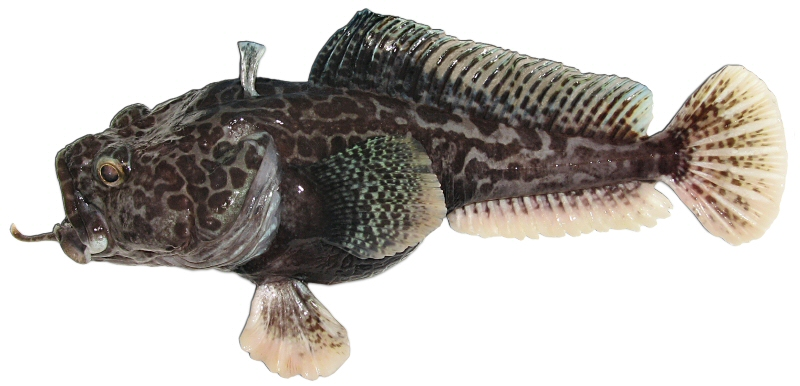
Pogonophryne tronio

## Gattungen und Arten
- Gattung Artedidraco Lönnberg, 1905
  - Artedidraco glareobarbatus Eastman & Eakin, 1999
  - Artedidraco longibarbatus Eakin et al., 2015
  - Artedidraco mirus Lönnberg, 1905
  - Artedidraco orianae Regan, 1914
  - Artedidraco shackletoni Waite, 1911
- Gattung Dolloidraco Roule, 1913
  - Dolloidraco longedorsalis Roule, 1913
- Gattung Histiodraco Regan, 1914
  - Histiodraco velifer (Regan, 1914)
- Gattung Neodraco Parker & Near, 2022[1]
  - Neodraco loennbergi (Roule, 1913)
  - Neodraco skottsbergi (Lönnberg, 1905)
- Gattung Pogonophryne Regan, 1914
  - Pogonophryne albipinna Eakin, 1981
  - Pogonophryne barsukovi Andriashev, 1967
  - Pogonophryne bellinsghausenensis Eakin, Eastman & Matallanas, 2008
  - Pogonophryne cerebropogon Eakin & Eastman, 1998
  - Pogonophryne dewitti Eakin, 1988
  - Pogonophryne eakini Balushkin, 1999
  - Pogonophryne favosa Balushkin & Korolkova, 2013
  - Pogonophryne fusca Balushkin & Eakin, 1998
  - Pogonophryne immaculata  Eakin, 1981
  - Pogonophryne lanceobarbata Eakin, 1987
  - Pogonophryne macropogon Eakin, 1981
  - Pogonophryne maculiventrata Balushkyn, 2014
  - Pogonophryne marmorata Norman, 1938
  - Pogonophryne mentella Andriashev, 1967
  - Pogonophryne minor Balushkin & Spodareva, 2013
  - Pogonophryne neyelovi Shandikov & Eakin, 2013
  - Pogonophryne orangiensis Eakin & Balushkin, 1998
  - Pogonophryne pallida Balushkin & Spodareva, 2015
  - Pogonophryne pavlovi Balushkin, 2013
  - Pogonophryne permitini Andriashev, 1967
  - Pogonophryne platypogon Eakin, 1988
  - Pogonophryne sarmentifera Balushkin & Spodareva, 2013
  - Pogonophryne scotti Regan, 1914
  - Pogonophryne skorai Balushkin & Spodareva, 2013
  - Pogonophryne squamibarbata Eakin & Balushkin, 2000
  - Pogonophryne stewarti Eakin, Eastman & Near, 2009
  - Pogonophryne tronio Shandikov, Eakin & Usachev, 2013
  - Pogonophryne ventrimaculata Eakin, 1987